# Theope guillaumei
Theope guillaumei is een vlindersoort uit de familie van de prachtvlinders (Riodinidae), onderfamilie Riodininae.
Theope guillaumei werd in 1996 beschreven door Gallard.